# Chersotis margaritacea
Chersotis margaritacea is een vlinder uit de familie uilen (Noctuidae). De wetenschappelijke naam werd voor het eerst gepubliceerd in 1789 door Villers. Het is een nachtvlinder.
De soort komt voor in Europa.